# 千利休 本覺坊遺文
『千利休 本覺坊遺文』（せんのりきゅう ほんかくぼういぶん）は、1989年10月7日に公開された日本映画。原作は井上靖の歴史小説『本覺坊遺文』で、監督は熊井啓、主演は奥田瑛二。製作は西友、配給は東宝。第46回ヴェネツィア国際映画祭で銀獅子賞を受賞している。また本作は、萬屋錦之介が最後に出演した映画作品であり、錦之介と三船敏郎の最後の共演作でもある。

## あらすじ
千利休の弟子であり、最後まで身近に仕えていた本覚坊は、利休の切腹後は山深い庵に籠もっていた。利休の位牌を拝み、その幻に語りかけながら孤独に生きていたのだ。
利休の死から27年、織田有楽斎の茶会に招かれる本覚坊。織田信長の弟でありながら生き永らえている有楽斎は、利休をはじめ、名だたる茶人は切腹して果てたと話す。本覚坊は、利休の死の真相について尋ねる。だが、利休の本心については、まだ理解できていない本覚坊であった。
庵に帰る道すがら、本覚坊は天正16年（1588年）の茶会を思い出す。利休は、豊臣秀吉の機嫌を損ねて流罪にされる知己の高僧を招き、秀吉から預かっている掛け軸を勝手に掛けて饗（もてな）したのだった。秀吉の暴政に全力で立ち向かう利休の姿に圧倒されたことが思い起こされた。
数ヶ月後。不意に本覚坊の庵を訪ねる有楽斎。利休の高弟であった山上宗二の著書の写しを借りに来たと言いつつ、利休の位牌と暮らす本覚坊を羨む有楽斎。宗二は秀吉の茶頭の1人でもあったが、怒りを買って追放され、身を寄せた北条氏が秀吉に討ち取られしのち、囚われて陣営で秀吉の為に点前を披露させられた。覚悟の上で秀吉を罵倒した宗二は、取り押さえられる前に切腹して果てたと言われていた。
有楽斎と対話するうち、若い頃に見た利休の茶会を思い出す本覚坊。茶室から「無では何もなくならない。死ではなくなる」と話す客の声が聞こえたのだ。その客人は宗二だったのだろうと推測する有楽斎。だが、もう1人いた客人が誰なのか、本覚坊には分からなかった。
利休の命日に墓へ参り、有楽斎と会う本覚坊。利休は大勢の武人に茶を点てて戦場に送り出していた。茶室を「死を決める場所にした」が「戦国の世は終わった」と語り、勇猛だった亡き友の古田織部を懐かしむ有楽斎。慶長15年（1610年）、織部に会ったことを話す本覚坊。利休の高弟だった織部は、利休の作った形見の茶杓を位牌の形の容器に納め、銘は「涙だ」と本覚坊に語ったのだった。
関ヶ原の戦い後、織部は大阪方に通じていたとの疑いをかけられて切腹。自分なら助けられたと惜しむ有楽斎。織部は助命を請わなかったのだ。師の利休に殉じた行動だと合点し、利休と宗二の茶席に居た3人目は織部だったのだと悟る有楽斎。3人は死の盟約を交わしたと語る本覚坊に対し、有楽斎は「わしは腹は切らん」と苦笑いを浮かべていた。
元和7年（1622年）、死の床につく有楽斎。駆け付けた本覚坊は「夢の中で利休の最後の気持ちを聞いた」と語り始める。天正19年（1591年）、堺に追放され、2日後には切腹が決まっている利休は急に京に呼び戻され、秀吉と会ったと夢の話をする本覚坊。「死ぬ必要はない」と宥（なだ）める秀吉に、利休は「死を賜って初めて奢りが消え『侘び』を会得した」と語る。利休が孤高の心境に達して死んだことを知った有楽斎は、切腹する利休の姿を思い浮かべ、幻の刀で腹を切って事切れる。
庵に戻った本覚坊は、茶を点て、茶人としての自身の孤独な道を進み続けた。

## キャスト
- 本覚坊：奥田瑛二
- 千利休：三船敏郎
- 織田有楽斎：萬屋錦之介
- 古田織部：加藤剛
- 太閤秀吉：芦田伸介
- 山上宗二：上條恒彦
- 東陽坊：内藤武敏
- 古渓：東野英治郎
- 前田玄以：長塚美登
- 織田信長：小林功
- 松井佐渡：真実一路
- 玉甫：小池栄
- 徳川家康：熊田正春
- 千宗旦：川野太郎
- 大徳屋：牟田悌三
- 大徳寺春屋和尚：有馬昌彦
- 細川三斎：今井耕二
- 石田三成：岩下浩
- 増田長盛：福田勝洋
- 織部の小姓：寺島秀幸
- 織部の介錯人：竹田寿郎
- 検使：星野晃
- 庭師の頭：出水憲司
- 門弟の若者：須藤信幸
- 戦場の武将：木村雅英、岩下正典、石田弘一、森岡隆見
- 建仁寺の小姓：佐藤宏介
- 侍医：歌澤寅右衛門
- 大徳屋の使い：世古陽丸
- 大徳寺の使い：小林竜次

## スタッフ
- 監督：熊井啓
- 原作：井上靖
- 脚本：依田義賢
- 撮影：栃沢正夫
- 照明：岩木保夫
- 美術：木村威夫
- 音楽：松村禎三
- 録音：久保田幸男
- 編集：井上治
- 生花：川瀬敏郎
- 監督補：原一男
- 製作補：大場正弘
- 指導・考証：井上靖、小松茂美、熊倉功夫、戸田宗安
- 題字：福沢一郎
- 後援：表千家、裏千家、武者小路千家